# .mf
.mf је будући највиши Интернет домен државних кодова (НИДдк), који је према уредби из 21. септембра 2007, тј. заједно с додељивањем ИСО 3166-1 алфа-2 ознаке MF, Међународна организација за стандардизацију резервисала за Свети Мартин.. Таква одлука је уследила пошто је Острво Светог Мартина 17. јула 2007. добило статус Прекоморске заједнице Републике Француске.Тренутно Свети Мартин користи НИДдк острва Гвадалупе — .gp и Француске — .fr.

## Рефернеце
1. ↑  ISO 3166-1 Newsletter VI-1 (2007-09-21): . 2007-09-21, Добављено дана 2007-10-14.
2. 1 2   Архивирано на веб-сајту  (24. децембар 2018): 2007-10-18, Добављено дана 2007-10-22